# دهه ۱۶۴۰ (میلادی)
دهه ۱۶۴۰ (میلادی) صد و شصت و چهارمین دهه تقویم میلادی است.
‎